# Atlanta Silverbacks
Die Atlanta Silverbacks (offiziell Atlanta Silverbacks Football Club; deutsch: die Silberrücken) waren ein US-amerikanisches Fußball-Franchise der North American Soccer League aus Atlanta, Georgia.
Das Franchise wurde 1998 gegründet und spielt seit der Saison 2011 in der North American Soccer League, der zweithöchsten Spielklasse im nordamerikanischen Fußball. Am 11. Januar 2016 wurde das Franchise durch die North American Soccer League aufgelöst.
Mit den Atlanta Silverbacks Reserves hat man ein Entwicklungsteam, welches in der National Premier Soccer League spielt. Die Frauenfußballmannschaft Atlanta Silverbacks Women spielt in der USL W-League.

## Geschichte

### Atlanta Ruckus (1994–1998)
Im Juli 1994 gab die American Professional Soccer League bekannt, die Fußballmannschaft Atlanta Magic, die bis dahin in der USISL spielten, als Franchise für die Saison 1995 aufzunehmen. Im November 1994 entschied die Clubführung den Namen in Atlanta Ruckus zu ändern und damit ein neues Franchise zu erschaffen, welches in der APSL spielen soll. Magic spielte weiterhin in der USISL. Viele Spieler wanderten daraufhin von Magic zu den Ruckus. Unter ihnen auch der ehemalige US-Nationalspieler Bruce Murray. Vor dem Saisonstart 1995 kam das Franchise in finanzielle Schwierigkeiten. Der damalige Besitzer, Sam Chase, konnte die nötige Summe zum Saisonstart nicht aufbringen. Daraufhin wurde das Franchise von dem Südafrikaner Johnny Imerman übernommen. So konnte die Mannschaft in der APSL spielen.
Unter ihrem ersten Trainer, dem Deutsch-Amerikaner und ehemaligen US-Nationaltrainer Lothar Osiander, starteten die Ruckus am 5. Mai 1995 in die Saison. Die Liga hieß nun A-League. Die Mannschaft erzielte in der Regular Season 13 Siege in 24 Spielen und sicherten sich damit den zweiten Platz am Saisonende. In den Play-offs erreichte man das Finale, welches aber gegen die Seattle Sounders verloren ging.
Nach Verlusten von 600.000 US-Dollar in der Saison 1995 und 1996 übernahm Vincent Lu das Franchise. In der Saison 1998 wurde die Mannschaft kurzfristig vom Spielbetrieb suspendiert, das Lu keinen neuen Vertrag mit der A-League unterzeichnen wollte. Die Ruckus wurden von der Liga übernommen und nannten sich fortan A-League Atlanta. Daraufhin übernahmen die Anwälte John Latham und Bobby Glustrom das Franchise.

### Atlanta Silverbacks
Im September 1998 wurde der ehemalige englische Fußballspieler Mike Balson als General Manager verpflichtet. Trainer wurde Nuno Piteira. Auf einer Pressekonferenz im Zoo von Atlanta wurde der neue Teamname Atlanta Silverbacks bekannt gegeben. Hiermit sollte der Gorilla Willie B. geehrt werden. Die Silverbacks konnte mit Dallas Burn eine Mannschaft aus der Major League Soccer als Partner gewinnen.
Sportlich schlossen die Silverbacks ihre erste Saison (1999) unter neuen Namen mit dem 5. Platz in der Atlantic Division ab. Für die Play-offs konnte man sich nicht qualifizieren. Auch sonst konnte sich die Mannschaft sportlich nur hervortun. Insgesamt konnte man von 1996 bis 2001 nur einmal die Play-offs erreichen. 2002 erreichte man erneut die Play-offs und sogar die dritte Runde im US Open Cup. Allerdings ein Jahr später erreichte man wiederum nicht die Play-offs. Auch in den kommenden Spielzeiten konnte man sich nicht qualifizieren.
2007, die Mannschaft spielte mittlerweile in der USL First Division, erreichte man nach einem vierten Platz in der Regular Season das Finale der Play-offs, welches allerdings gegen die Seattle Sounders verloren ging. Trainiert wurde die Mannschaft damals von Jason Smith.
Im November 2009 gaben die Silverbacks bekannt, die USL-1 verlassen zu wollen und gründeten mit mehreren Mannschaften die North American Soccer League. Nachdem die Liga aber nicht von der United States Soccer Federation genehmigt wurde, musste der Spielbetrieb für die Saison 2010 eingestellt werden.

### Wechsel in die NASL
2011 wurde die NASL offiziell und die Silverbacks konnten wieder spielen. In dieser ersten Saison konnte die Mannschaft nur vier Siege erzielen und stand am Ende auf dem 8. und letzten Platz.
Am 2. Juli 2012 übernahm der ehemalige US-Nationalspieler Eric Wynalda die Mannschaft als Interimstrainer und als Sportdirektor. Wynalda setzte Brian Haynes als neuen Trainer ein. Unter dem ehemaligen Nationalspieler von Trinidad und Tobago erreichte die Mannschaft den ersten Platz in der Spring Season 2013 der NASL (Hinrunde). In der Fall Season 2013 wurde das Franchise 7. In den Play-offs schaffte es bis ins Finale, dem Soccer Bowl. Dort unterlag man allerdings New York Cosmos mit 1:0. Haynes wurde als NASL Coach of the Year ausgezeichnet. Allerdings wurde er am Ende der Saison entlassen. Seitdem ist Eric Wynalda wieder Trainer der Mannschaft.
Ende 2012 konnten die Fans der Atlanta Silverbacks für ein neues Logo abstimmen. Im Vorfeld gab es einen Wettbewerb, bei dem jeder Vorschläge einreichen konnte. Das Logo des Siegers, der durch ein Voting auf der Facebook-Seite des Vereins ermittelt wurde, stand neben drei Vorschlägen des Vereins, die mit Hilfe von Grafikdesignern entstanden waren, zur Wahl.
Mit Beginn der Saison 2014 übernahm Jason Smith das Amt des Trainers. Smith war bereits von 2005 bis 2008 Trainers der Silverbacks. Unter ihm erreichte die Mannschaft in der Spring Season 2014 einen achten Platz. Nach erneut schlechtem Abschneiden in der Fall Season 2014 wurde Smith entlassen. Im US Open Cup war die Mannschaft erfolgreicher, den zum ersten Mal konnten die Silverbacks das Viertelfinale erreichen. In den vorherigen zwei Runden konnten mit Real Salt Lake und den Colorado Rapids zwei Mannschaften aus der Major League Soccer besiegt werden. Im anschließenden Viertelfinale traf das Team auf Chicago Fire. Fire siegte mit 3:1.

## Stadion
- DeKalb Memorial Stadium; Clarkston, Georgia (2003–2005)
- Atlanta Silverbacks Park; Atlanta (seit 2006)

Seit 2006 werden die Heimspiele der Silverbacks im Atlanta Silverbacks Park ausgetragen. Das Stadion bietet Platz für 5.000 Zuschauer. Des Weiteren befinden sich auf dem Gelände noch diverse Trainingsplätze, welche von High School, Lacrosse und Rugby-Mannschaften genutzt werden.

## Organisation

### Eigentümer
Die Silverbacks gehören einer Investorengruppe um Boris Jerkunica, John Latham und den Brüdern Henry und John Hardin.

## Spieler und Mitarbeiter

### Aktueller Kader
Stand: 28. Juli 2015
| Nr. |                    | Position | Name              |
| --- | ------------------ | -------- | ----------------- |
| 1   | Haiti              | TW       | Steward Ceus      |
| 2   | Vereinigte Staaten | AB       | Rauwshan McKenzie |
| 3   | England            | AB       | Paul Black        |
| 4   | England            | AB       | Simon Mensing     |
| 5   | Ghana              | AB       | Mohammed Issahaku |
| 6   | Vereinigte Staaten | AB       | Josh Hughes       |
| 7   | Vereinigte Staaten | MF       | Jon Okafor        |
| 8   | Kanada             | MF       | Dominic Oppong    |
| 9   | Vereinigte Staaten | ST       | Jaime Chavez      |
| 10  | Niederlande        | ST       | Hans Denissen     |
| 11  | Vereinigte Staaten | TW       | Bryce Billington  |
| 12  | Sierra Leone       | ST       | Shaka Bangura     |

| Nr. |                              | Position | Name                  |
| --- | ---------------------------- | -------- | --------------------- |
| 13  | Vereinigte Staaten           | AB       | Christopher Christian |
| 15  | Sierra Leone                 | AB       | Abdul Bangura         |
| 17  | Vereinigte Staaten           | MF       | Michael Reed          |
| 18  | Vereinigte Staaten           | ST       | Matt Horth            |
| 19  | Kanada                       | ST       | Kyle Porter           |
| 20  | Brasilien                    | MF       | Pedro Ferreira-Mendes |
| 21  | Vereinigte Staaten           | TW       | C. J. Cochran         |
| 23  | Slowakei                     | MF       | Michal Mravec         |
| 25  | Kongo Demokratische Republik | MF       | Ferrety Sousa         |
| 27  | Japan                        | ST       | Kosuke Kimura         |
| 33  | El Salvador                  | ST       | Junior Burgos         |

### Trainerstab
- Gary Smith – Trainer
- Steve Guppy – Assistenztrainer
- Tony Annan – Assistenztrainer
- Rob Di Figlio – Assistenztrainer
- Gaucho Pinho – Torwarttrainer
- Dan Dawson – Torwarttrainer
- Ricky Clarke – Scouting
- Eric Wynalda – Technischer Direktor
- Sydney Wolfe – Athletik-Trainer

### Ehemalige Trainer
- Lothar Osiander (1995)
- Charlie Morgan (1996)
- Angus McAlpine (1997)
- David Eristavi (1997–1998)
- Chris Hellenkamp (1998) (Interim)
- Nuno Piteira (1999–2000)
- John Dugan (2001)
- Brett Mosen (2002)
- Jacenir Silva (2003)
- David Vaudreuil (2004–2005)
- Jason Smith (2005–2008)
- José Manuel Abundis (2011)
- Álex Pineda Chacón (2012)
- Eric Wynalda (2012) (Interim)
- Brian Haynes (2012–2013)
- Eric Wynalda (2014)
- Jason Smith (2014–2014)
- Alejandro Pombo (2014)  (Interim)
- Gary Smith (2014–)

## Erfolge
- North American Soccer League
  -  Sieger (Season) (1): 2013 Spring
  -  Finale (Play-offs) (1): 2013
- A-League
  - Finale (Playoffs) (1): 1995
- USL First Division
  - Finale (Playoffs) (1): 2007

## Statistiken

### Saisonbilanz
| Saison | Stufe              | Liga                         | Regular Season                   | Play-offs          | Lamar Hunt U.S. Open Cup | CONCACAF Champions League |
| ------ | ------------------ | ---------------------------- | -------------------------------- | ------------------ | ------------------------ | ------------------------- |
| 1995   | 2                  | A-League                     | 4. Platz                         | Finale             | 2. Runde                 | nicht qualifiziert        |
| 1996   | 2                  | A-League                     | 7. Platz                         | nicht qualifiziert | nicht qualifiziert       | nicht qualifiziert        |
| 1997   | 2                  | USISL A-League               | 7. Platz, Central                | nicht qualifiziert | nicht qualifiziert       | nicht qualifiziert        |
| 1998   | 2                  | USISL A-League               | 6. Platz, Atlantic               | nicht qualifiziert | nicht qualifiziert       | nicht qualifiziert        |
| 1999   | 2                  | A-League                     | 5. Platz, Atlantic               | nicht qualifiziert | nicht qualifiziert       | nicht qualifiziert        |
| 2000   | 2                  | A-League                     | 6. Platz, Atlantic               | nicht qualifiziert | nicht qualifiziert       | nicht qualifiziert        |
| 2001   | 2                  | A-League                     | 5. Platz, Central                | nicht qualifiziert | nicht qualifiziert       | nicht qualifiziert        |
| 2002   | 2                  | A-League                     | 3. Platz, Southeast              | 1. Runde           | 3. Runde                 | nicht qualifiziert        |
| 2003   | 2                  | A-League                     | 5. Platz, Southeast              | nicht qualifiziert | 3. Runde                 | nicht qualifiziert        |
| 2004   | 2                  | A-League                     | 5. Platz, Eastern                | nicht qualifiziert | 4. Runde                 | nicht qualifiziert        |
| 2005   | 2                  | USL First Division           | 8. Platz                         | nicht qualifiziert | 3. Runde                 | nicht qualifiziert        |
| 2006   | 2                  | USL First Division           | 8. Platz                         | nicht qualifiziert | 3. Runde                 | nicht qualifiziert        |
| 2007   | 2                  | USL First Division           | 4. Platz                         | Finale             | 3. Runde                 | nicht qualifiziert        |
| 2008   | 2                  | USL First Division           | 10. Platz                        | nicht qualifiziert | 2. Runde                 | nicht qualifiziert        |
| 2009   | nicht teilgenommen | nicht teilgenommen           | nicht teilgenommen               | nicht teilgenommen | nicht teilgenommen       | nicht teilgenommen        |
| 2010   | nicht teilgenommen | nicht teilgenommen           | nicht teilgenommen               | nicht teilgenommen | nicht teilgenommen       | nicht teilgenommen        |
| 2011   | 2                  | North American Soccer League | 8. Platz                         | nicht qualifiziert | nicht qualifiziert       | nicht qualifiziert        |
| 2012   | 2                  | North American Soccer League | 7. Platz                         | nicht qualifiziert | 3. Runde                 | nicht qualifiziert        |
| 2013   | 2                  | North American Soccer League | 1. Platz, Spring 7. Platz, Fall  | Finale             | 3. Runde                 | nicht qualifiziert        |
| 2014   | 2                  | North American Soccer League | 8. Platz, Spring 10. Platz, Fall | nicht qualifiziert | Viertelfinale            | nicht qualifiziert        |

1. ↑  Seit 2008 beginnt der Wettbewerb jeweils im Herbst des vorherigen Jahres. Vorher unter dem Namen CONCACAF Champions' Cup.

## Frauenfußball
Seit 2005 spielen die Atlanta Silverbacks Women in der USL W-League, der zweiten Liga im US-amerikanischen und kanadischen Fußballsystem. 2011 konnten sie die W-League gewinnen. Die Mannschaft spielt in der Southeast Division der Eastern Conference.
Die Heimspiele werden im Atlanta Silverbacks Park ausgetragen.
Bekannte Spielerinnen:
- Melissa Tancredi (2005–2006)

Erfolge:
- USL W-League Sieger 2011
- USL W-League Atlantic Division Sieger 2011
- USL W-League Atlantic Division Sieger 2010
- USL W-League Atlantic Division Sieger 2009
- USL W-League Atlantic Division Sieger 2008
- USL W-League Atlantic Division Sieger 2007